# Lleó IV el Khàzar
Lleó IV el Khàzar (grec medieval: Λέων ὁ Χάζαρος, Léon o Khàzaros; 25 de gener del 750 – 8 de setembre del 780) fou emperador romà d'Orient entre el 775 i el 780. Fill de l'emperador Constantí V i l'emperadriu Tzitzak, el 751 fou nomenat cèsar i el 768 contragué matrimoni amb Irene d'Atenes. Es convertí en emperador de rang superior el 14 de setembre del 775, a la mort del seu pare en campanya contra els búlgars. El 778 feu una incursió a Síria, aleshores sota el domini abbàssida, i infligí una derrota sense pal·liatius a l'exèrcit abbàssida a Germanicea. Morí de tuberculosi el 8 de setembre del 780. Malgrat que la seva voluntat era que li succeís el seu fill, Constantí VI, fou la seva muller, Irene, qui assumí el control, primer com a regent i després com a emperadriu.

## Biografia
Lleó IV, fill de l'emperador Constantí V i la seva primera muller, l'emperadriu Tzitzak, nasqué el 25 de gener del 750. L'epítet «el Khàzar» li venia del fet que la seva mare era una princesa khàzar. Fou nomenat coemperador el 751, quan encara era un nadó. Accedí al tron el 14 de setembre del 775, a la mort del seu pare en campanya contra l'Imperi Búlgar.
L'estat de salut de Lleó, que patia tuberculosi, i la joventut del seu fill, Constantí VI, que encara era un nen, alimentaren els designis sobre el porpra de dos germanastres de Lleó, els cèsars Nicèfor i Cristòfor. Tanmateix, les seves esperances es veieren frustrades el 776, quan Lleó ungí Constantí com a successor seu elevant-lo a la dignitat de cèsar. Poc després, Nicèfor i Cristòfor foren enxampats conspirant contra l'emperador. L'opinió pública era favorable a condemnar-los a mort, però Lleó els indultà, tot i que les altres persones implicades en el contuberni sí que foren desterrades al Quersonès.

## Ascens al tron
El divendres sant del 776 va tornar a demanar jurament de fidelitat cap al seu fill, però no volia perdre l'estima dels seus germans i l'endemà va nomenar el seu germà Eudoci nobilíssim.
Lleó va fer cridar de diferents províncies els millors soldats per continuar amb la creació dels tagmes, un cos d'elit per la defensa de la capital. Aquests trasllats van causar, al començament, algunes protestes.
El 777 Telerig, rei dels búlgars, enfrontat a una revolta, va haver de fugir a la cort de Constantinoble i fou ben rebut tot i que s'havia portat malament amb Constantí V. Lleó va ser el seu padrí de bateig quan es va convertir al cristianisme, li va donar el rang de patrici i li va oferir una dama de la cort en matrimoni.
El 778 els àrabs van envair l'imperi i Lleó va enviar contra els invasors un exèrcit sota el comandament de Miquel Lacanodracó, que els va derrotar severament a Germanicea (batalla en la qual va morir Otman, el fill del califa Mahdi) i encara va obtenir diverses victòries a Síria.
Lleó va nomenar monjos com a patriarques i va eliminar les prohibicions que el seu pare havia imposat als monestirs. El 780, quan el patriarca Nicetes va morir, Lleó va nomenar Pau de Xipre, un iconòfil. La seva actitud conciliadora s'aniria endurint amb el temps. A l'agost uns quants funcionaris de la cort van ser arrestats, fuetejats i empresonats, un d'ells anomenat Teòfanes va morir per les tortures. Alguns historiadors opinen que aquest canvi es podria deure al disgust que va tenir amb la seva dona.
La seva esposa era partidària de l'ús d'imatges en el culte, mentre que Lleó era iconoclasta. En casar-se, Lleó li va fer prometre que abandonaria les seves icones, un dia va descobrir que encara les feia servir i es va disgustar tant que a partir de llavors la va rebutjar.
Lleó va marxar a fer una campanya contra els búlgars i va contraure unes febres que el van matar el 8 de setembre del 780. Va córrer el rumor que la seva mort l'havia causat un sacrilegi que havia comès: posar-se la corona votiva que estava dedicada a l'església de Santa Sofia. La corona era un donatiu a l'església fet pel general Maurici (582-602) o potser per l'emperador Heracli. La llegenda deia que l'ànsia de pedres precioses va fer que es posés la corona sagrada al cap i allà on li havia tocat la pell li van sortir carboncles i li va pujar una febre molt alta de la qual no es va recuperar. Alguns deien que el rumor el va escampar Irene, a causa de la seva desavinença matrimonial, o els adoradors d'imatges per fer-lo quedar com un impietós.
Li succeí el seu fill Constantí VI, de 9 anys, sota regència de la seva mare, Irene.